# Vízió (képregényszereplő)
Vízió egy szuperhős, fiktív alak a Marvel Comics képregényeiben, és a Marvel-moziuniverzumban. Nem ember, hanem úgynevezett android, vagyis emberi tulajdonságokkal felruházott robot. A Bosszúállók: Ultron kora című film közben jelenik meg először.

## Története

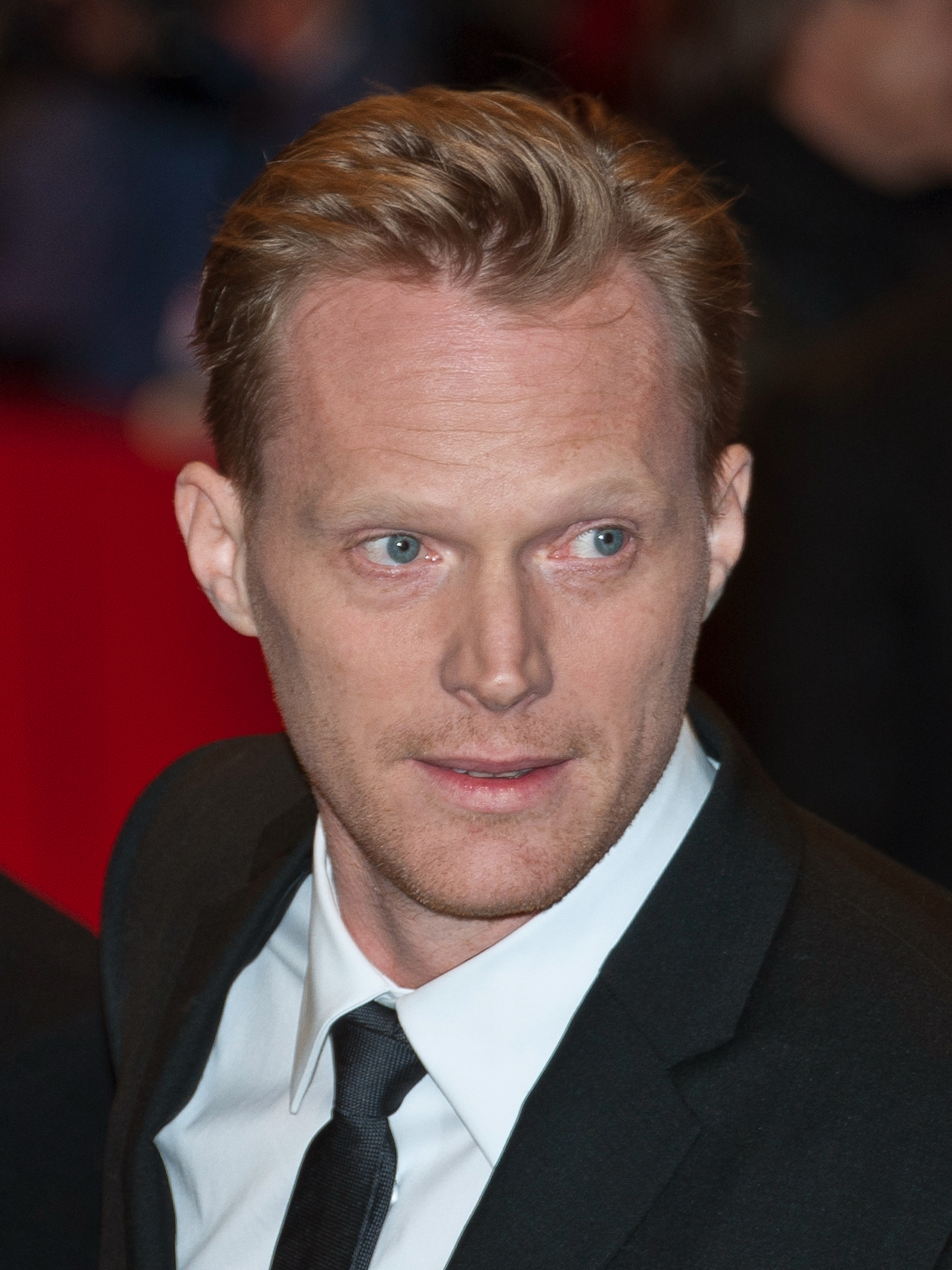
Paul Bettany

Két alternatív univerzumban is jelen van. 1940 novemberében, a Marvel Mystery Comics # 13-ban jelent meg az ún. "Golden Age" Vízió. Ezt a személyét Joe Simon és Jack Kirby alkotta meg. 1968 októberében a The Avengers #57-ben jelent meg a "Silver Age" Vízió. Őt Roy Thomas, Stan Lee, és John Buscema dolgozta ki.
A 2000-es évek elején, a Young Avengers képregénysorozatban Brian Michael Bendis és Ed Brubaker élesztette újra a karaktert, az addig létező kettő összeolvasztásával. Azt mondták, az "eredeti figura" új testet kap.
2015-ben kezdte pályafutását a Marvel-moziuniverzumban, eddig három filmben szerepelt, Paul Bettany alakította.

## Élete

### A moziuniverzumban
A Bosszúállók második részében egy különös szoftver, Ultron jön létre Tony Stark, a Vasember informatikai rendszerében. Az eddig ott működő mesterséges intelligenciát, J.A.R.V.I.S.-t "kiűzi" a hálózatból, aki így testet ölt. Ő nevezi el magát Víziónak, és részt vesz az Ultron elleni harcban. Testében van az Elmekő, egy a hat Végtelen kő közül, ami folyamatosan hatalmas energiát ad neki.
Az Amerika Kapitány: Polgárháborúban Vasember mellé áll, támogatva a szuperhősök regisztrálását és folyamatos felügyeletét. Kitart szándékai mellett, még ha Wanda Maximoffal, a Skarlát Boszorkánynyal is szembe kell fordulnia, pedig egyre inkább megszeretik egymást. Harc közben véletlenül társát, Harcigépet lövi le Amerika Kapitány repülője helyett, maradandó sérülést okozva neki.
A Bosszúállók: Végtelen háborúban Vízió már Wanda párjaként jelenik meg, ahogy titokban találkoznak, mert a lány, tekintve, hogy háborús bűnös az Amerika Kapitány: Polgárháború eseményeit követően, bujkálni kényszerül. Thanos csatlósai megtámadják őket, hogy elvegyék Víziótól az elmekövet, de Amerika Kapitány, Natasha Romanoff és Sólyom megállítják őket. A csapat rájön, hogy nem hagyhatják, hogy Thanos megszerezze a követ, így a Fekete Párduc segítségét kérik. Elutaznak Vakandába, ahol T'Challa húga, Shuri elkezdi "lementeni" Víziót , hogy eltávolíthassák a homlokából a követ anélkül, hogy megölnék. Mielőtt azonban ez megtörténhetne, az időközben Thanos csatlósai és a vakandaiak, valamint a Bosszúállók között kibontakozó csata elfajul, és szükség lesz Wandára, valamint Vízióra is. A megérkező Thanosszal a Bosszúállók felveszik a harcot, közben Wanda, hogy a kő ne kerülhessen Thanos kezébe, elpusztítja azt szerelmével együtt. Thanos azonban az időkő segítségével visszafordítja ezt, és kitépi Vízió homlokából az elmekövet, ezzel megölve az androidot. A csettintés következtében Wanda is megsemmisül.
A Bosszúállók: Végjáték során a hősök visszatérnek, ám Vízió, mivel nem a csettintés következtében semmisült meg, halott marad. A film végén Wanda megjegyzi Clint Bartonnak, hogy "mindketten tudják", hogy győztek, utalva ezzel (feltételezhetően) testvérére, Pietro Maximoffra és Vízióra, akiket elvesztett.
A gyászoló, zaklatott lány a WandaVision eseményei alatt behatol a S.W.O.R.D., egy kormányszervezet épületébe, ahol Vízió testét tárolják. Wanda látja, ahogy szétszedik őt, és az igazgató, Tyler Hayward fegyverként hivatkozik rá. Wanda elmenekülvén az autója anyósüléséről egy térképet vesz fel, amelyen egy ház alaprajza található Westview-ban, ahol a sorozat eseményei játszódnak. A papírra Vízió azt az üzenetet írta, hogy ezen a helyen fognak megöregedni. Wanda elvezet oda, és a ház alapjai közt végképp összeomlik. Mágikus képességeivel megalkotja Víziót, ez azonban nem az a Vízió, aki az eddigi filmekben ismert volt. 
Wanda, aki gyerekként rajongott a sitcomokért, erejével alkot egy idilli világot, ahol különböző szituációs komédiákból fedezhetők fel elemek. Ikerfiaik születnek, a képregényekből is ismert Tommy és Billy. Vízió időközben gyanakodni kezd, amikor a S.W.O.R.D. emberei megpróbálnak vele kapcsolatba lépni. Kérdőre vonja Wandát, de a lány azt állítja, fogalma sincs, hogy történt ez az egész. Vízió nem hisz neki, és kilép a valódi világba, hogy figyelmeztesse az embereket, hogy a bent élők Wanda befolyása alatt állnak, azonban az erőtér foglya: gyakorlatilag részenként visszarántja őt a mesterséges világ, ezáltal nyilvánvalóvá válik, hogy a való életben elpusztulna. Wanda kiterjeszti az erőteret, mikor Tommy figyelmezteti, hogy apja haldoklik. Vízió megmenekül, de az időközben a szintén Westview fogságába esett Darcy Lewisszal Wanda keresésére sietnek.
Vízió a S.W.O.R.D. által alkotott, a meggyilkolására küldött Fehér Vízió elméjébe ülteti az emlékeit, aki ismeretlen helyre távozik.
A sorozat végén Wanda az egész általa alkotott világgal együtt Víziót is "megsemmisíti", de előtte megjegyzik, hogy mivel már korábban is elbúcsúztak egymástól, így találkozni fognak még.

## Fordítás
- Ez a szócikk részben vagy egészben  az   Edwin Jarvis című angol Wikipédia-szócikk fordításán alapul.  Az eredeti cikk szerkesztőit annak laptörténete sorolja fel. Ez a jelzés csupán a megfogalmazás eredetét és a szerzői jogokat jelzi, nem szolgál a cikkben szereplő információk forrásmegjelöléseként.
- Ez a szócikk részben vagy egészben  a   Vision (Marvel Comics) című angol Wikipédia-szócikk fordításán alapul.  Az eredeti cikk szerkesztőit annak laptörténete sorolja fel. Ez a jelzés csupán a megfogalmazás eredetét és a szerzői jogokat jelzi, nem szolgál a cikkben szereplő információk forrásmegjelöléseként.